# Первомаївка І к.1
Первомаївка І к.1 (Курган) - скіфський курган IV століття до н.е. Дослідження пам'ятки відбувалося 1981-1982 року біля села Первомаївка Верхньорогачицького району Херсонської області, і є пам'яткою великої курганної групи цього регіону.

## Основні відомості
Насип кургану висотою в 1,8 метра, діаметром 33 метра та складається з великих кусків дерна. Під насипом відкритий кільцевий рів, діаметр якого 28 метрів, ширина 1,7 метрів, глибина 0,9 метрів, ширина перемичок 0,7 метрів які простягаються з заходу на схід. В заповненні рову знайдено залишки тризни, а саме кістки тварин, фрагменти гіраклейських амфор у західної перемички, у східної - верхня частина скіфської кам'яної стели і база від неї. В основі кургану крепіда діаметром 24 метра, ширина 4,5 метра та висотою 1 метр.

## Кам'яна стела
В похованні була знайдена кам'яна стела. На ній зображено скіфа. Його голова розміром 23,5 на 20 см, на шиї гривня, плечі шириною 45 см.

## Поховання
Поховання знаходилося в центрі, в ямі з підбоєм. Вхідна яма розмірами 2,9х1,2 м, орієнтація з сходу на захід. В заповнені , на глибині 1,6 м знайдено набір кінської вузди, та фрагменти гіраклейської амфори. Поховальна камера мала прямокутну форму розмірами 4х1 м і примикала до північної стінки вхідної ями. Цікавою є наявність в ямі тайника.  Поховання було пограбоване через вхідну яму. В камері було знайдено останки дорослого чоловіка та дитини 10-11 років та залишки руків'я меча. Присутнє і підзахоронення дитини на північ 4,5 метра відносно основного підбоя.

## Матеріальні знахідки
В похованні знайдено набір бронзової кінської вузди, яка складалася з двох пар псаліїв, трьох нащочників виконані у звіриному стилі, наносника, пряжки і п'яти ворварок.